# Bruno Stisser

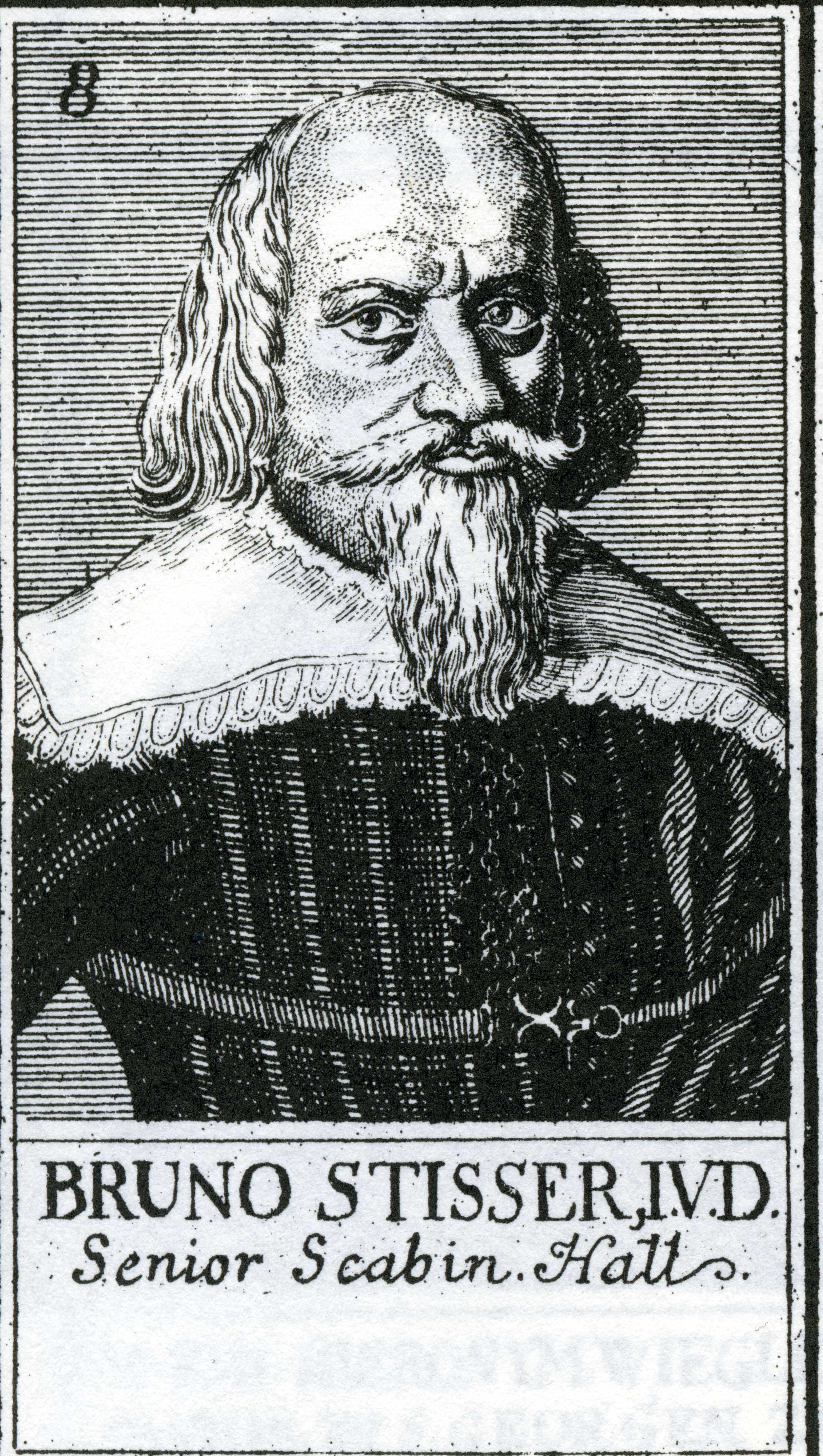
Bildnis von Bruno Stisser aus Johann Christoph von Dreyhaupts Pagus Neletizi et Nudzici. (1749/50)

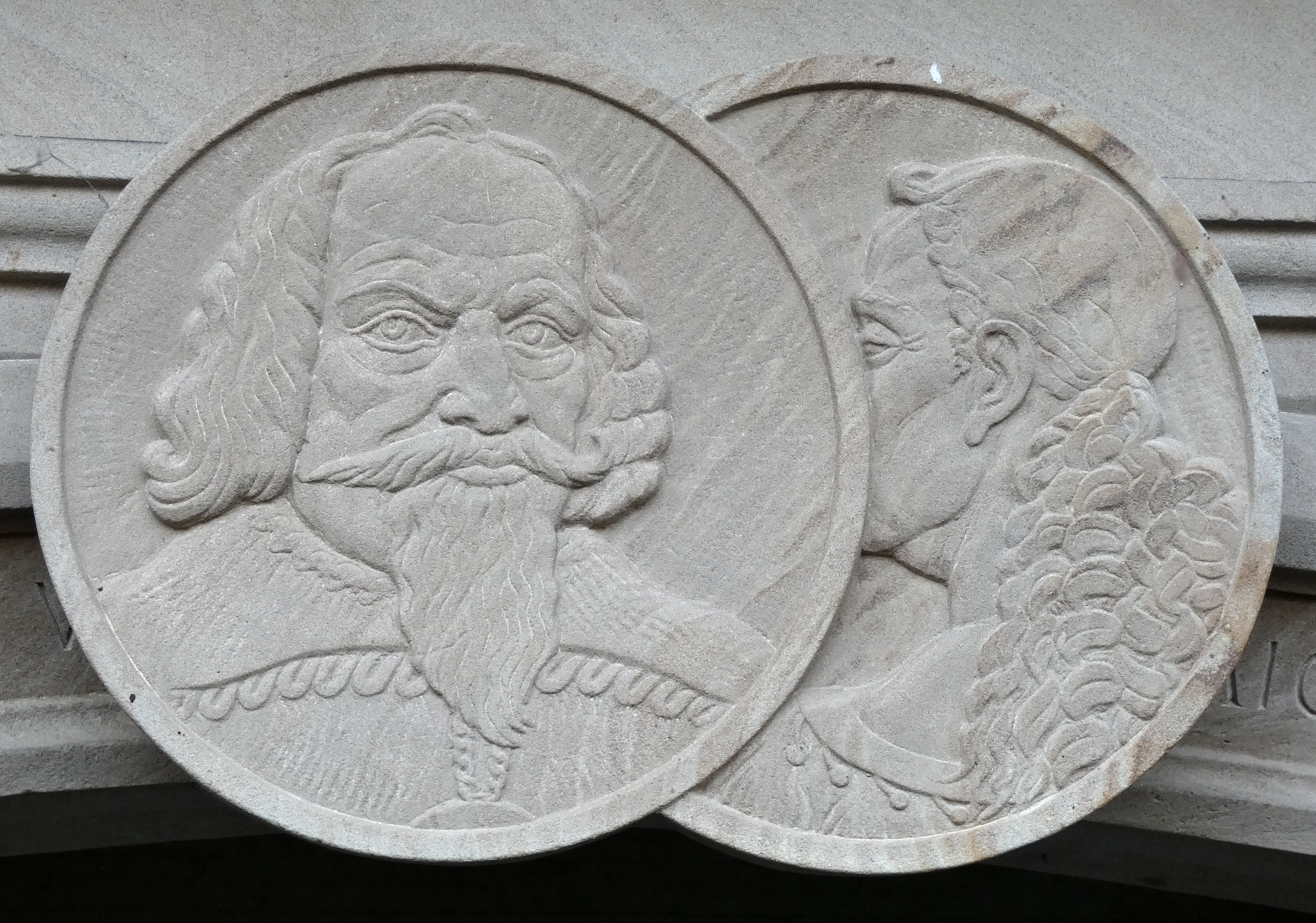
Schild mit Reliefporträt von Bruno Stisser und seiner Frau, am Gruftbogen 65 auf dem Stadtgottesacker

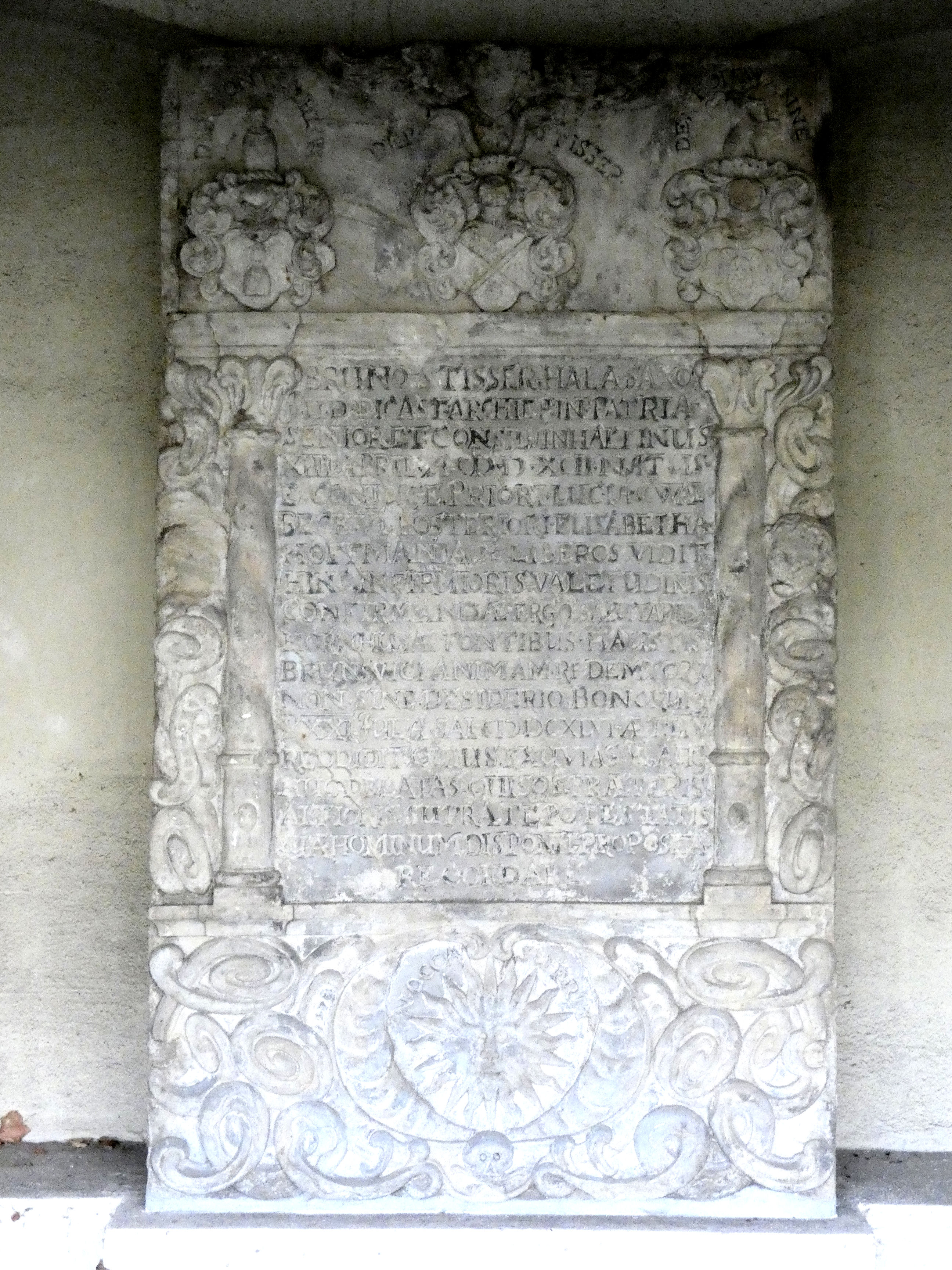
Grabstein für Bruno Stisser

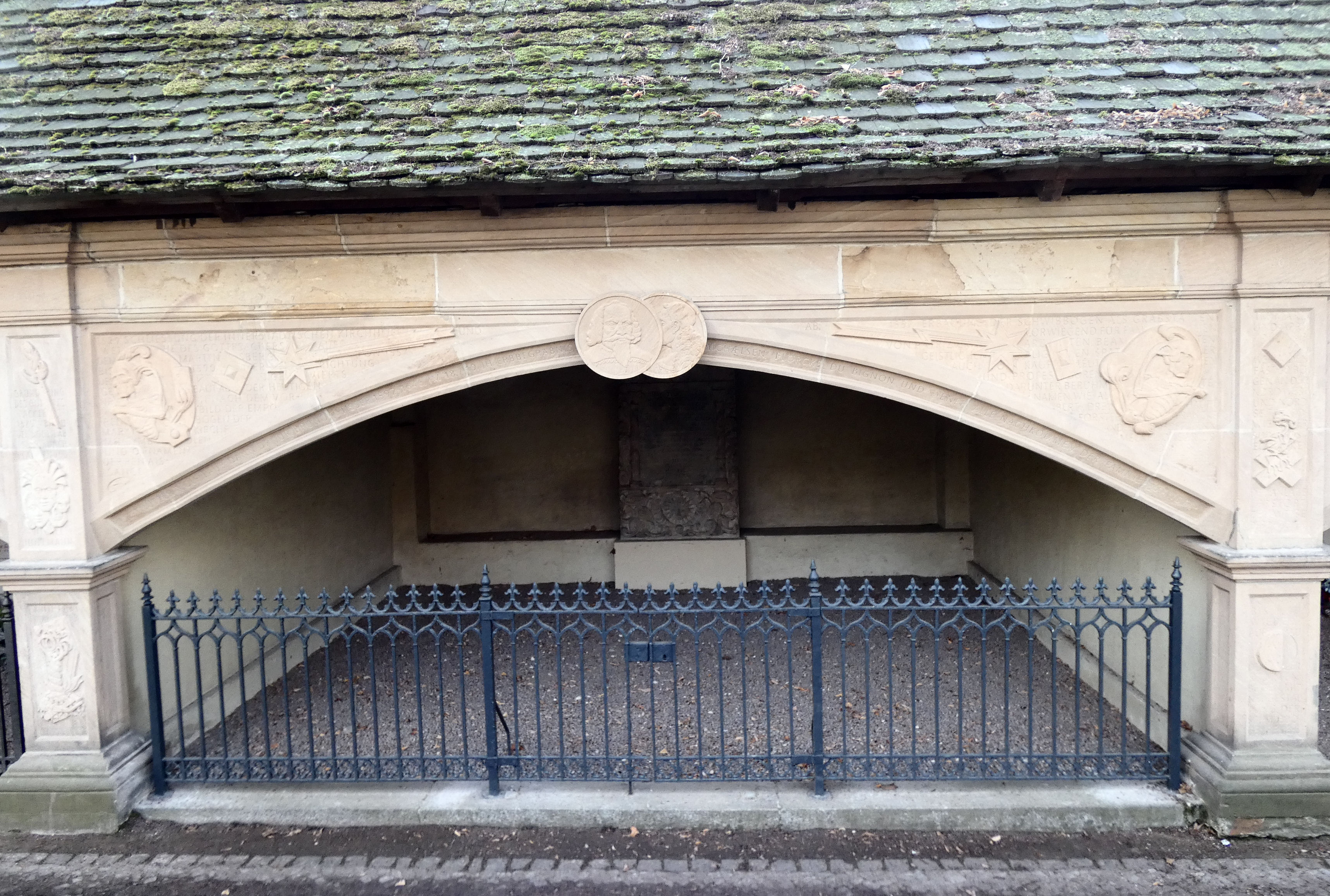
Begräbnisstätte von Bruno Stisser im Gruftbogen 65

Bruno Stisser (* 13. April 1592 in Halle (Saale); † 31. Juli 1646 in Braunschweig) war ein deutscher Rechtswissenschaftler und Jurist. Stisser war Assessor am Hofgericht in Wolfenbüttel, Senior des Schöppenstuhls und Kirchenvorsteher in Halle sowie Anhalt-Zerbster Rat.

## Leben

### Familie
Bruno Stisser entstammte einer Familie, aus der zahlreiche Juristen und Theologen, aber auch Mediziner hervorgegangen sind. Sein Großvater Balthasar Stisser (1526–1583) war Kanzler der Grafen von Mansfeld, sein Vater Kilian Stisser (1562–1620) wurde geheimer Rat und Kanzler des Erzstiftes Magdeburg. Er heiratete 1589 in Helmstedt Margarethe Heil (1561–1630), die Tochter des Buchhändlers Wolf Heil. Bruno war der zweitälteste Sohn und eines von 16 Kindern des Paares, von denen aber nur 10 den Vater überlebten.

### Beruflicher Werdegang
Stisser besuchte das hallesche Stadtgymnasium und studierte Rechtswissenschaften an den Universitäten in Altdorf, Helmstedt und Jena. Auf dem Rückweg einer Italienreise promovierte Stisser im September 1617 an der Universität Basel mit der Dissertation Quam [...] Auctoritate & decreto Amplißimi Ordinis Ictorum in inclyta & celeberrima Rauracorum Academia zum Doktor beider Rechte.
Er diente seit 1619 den Herzögen von Braunschweig als Rat und Assessor des Hofgerichts in Wolfenbüttel. Später beriefen ihn die Fürsten von Anhalt-Zerbst als Rat. 1624 wurde er Beisitzer und 1636 Senior des Schöppenstuhls von Halle. 1637 berief er Friedrich Calenus, den späteren Rektor der halleschen Lateinschule, zum Hauslehrer für seine Kinder. Außerdem wirkte Stisser seit 1643 als Kirchenvorsteher an der Marktkirche Unser Lieben Frauen zu Halle.
Bruno Stisser starb am 31. Juli 1646, im Alter von 54 Jahren, in Braunschweig. Er hatte bereits seit längerem Magenbeschwerden und hoffte mit Hilfe der Heilquellen in Hornhausen auf Heilung. Als keine Besserung seines Zustandes eintrat, reiste er nach Braunschweig, wo er kurze Zeit später verstarb. Seine sterblichen Überreste wurden nach Halle überführt und am 6. August 1646 auf dem Stadtgottesacker bestattet. Sein Grab befindet sich im Gruftbogen 65. Sein Grabstein wurde erst 2014 wiederentdeckt. Er ist unversehrt und sämtliche Inschriften sind erhalten.
Von seinen Schriften wurden vor allem seine universitären Disputationen und seine Dissertation gedruckt, die alle in Latein verfasst sind. Anlässlich seiner zweiten Hochzeit 1632 mit Elisabeth Hoffmann erschien das Werk Freundliche Brautlieder und 1546 nach seinem Tod eine Leichenpredigt. Im Stammbuch von Johann Fabricius gibt es einen Eintrag von Stisser vom April 1640.

### Ehen und Nachkommen
Bruno Stisser heiratete am 20. Februar 1621 in erster Ehe die aus dem städtischen Patriziat von Braunschweig stammende Lucia von Walbeck (1595–1630). Sie war die Tochter des Braunschweiger Syndikus Georg von Walbeck. Aus der Ehe gingen sechs Kinder, drei Söhne und drei Töchter, hervor. Seine Frau starb am 30. Dezember 1630.
In zweiter Ehe, geschlossen am 11. Februar 1632, heiratete Stisser Elisabeth Hoffmann (1614–1675), die Tochter des hallischen Schultheißen Melchior Hoffmann und eine Nichte des Arztes und Kunstsammlers Laurentius Hoffmann. Das Paar hatte zehn Kinder, vier Söhne und sechs Töchter. Wolfgang Melchior Stisser (1632–1709), das älteste Kind aus dieser Ehe, wurde evangelischer Theologe und Lehrer in Halle.

## Veröffentlichungen (Auswahl)
- Magnifico Domino Rectori, Cæterisq[ue] Dnn. Professoribus in florentissimâ Salanâ celeberrimis, debitæ gratitudinis [et] observantiæ [...] Consecrat Erasmus Ungepaur. Jena 1614.
- Quod & bene vertat Omnipotens, Disputationem Iuridicam, De Testamentis Ordinandis [...] / Sub Praesidio Viri Clarissimi & Excellentissimi Dn. Erasmi Ungepaur. Jena 1614.
- Quam [...] Auctoritate & decreto Amplißimi Ordinis Ictorum in inclyta & celeberrima Rauracorum Academia. (Dissertationsschrift), Basel 1617.
- Freundliche Brautlieder. Saalfeld / Halle 1632.